# Koyo Kawanishi
| Asteroidi scoperti: 13                           | Asteroidi scoperti: 13 | Asteroidi scoperti: 13 |
| ------------------------------------------------ | ---------------------- | ---------------------- |
| 4106 Nada                                        | 6 marzo 1989           | [1]                    |
| 4797 Ako                                         | 30 settembre 1989      | [1]                    |
| 5401 Minamioda                                   | 6 marzo 1989           | [1]                    |
| 5685 Sanenobufukui                               | 8 dicembre 1990        | [1]                    |
| 5737 Itoh                                        | 30 settembre 1989      | [1]                    |
| 5872 Sugano                                      | 30 settembre 1989      | [1]                    |
| 6155 Yokosugano                                  | 11 novembre 1990       | [1]                    |
| 6557 Yokonomura                                  | 11 novembre 1990       | [1]                    |
| 6559 Nomura                                      | 3 maggio 1991          | [2]                    |
| 7178 Ikuookamoto                                 | 11 novembre 1990       | [1]                    |
| 9580 Tarumi                                      | 4 ottobre 1989         | [1]                    |
| 10318 Sumaura                                    | 15 ottobre 1990        | [1]                    |
| 14873 Shoyo                                      | 28 ottobre 1990        | [2]                    |
| - [1] con Toshiro Nomura - [2] con Matsuo Sugano |                        |                        |

Koyo Kawanishi (川西浩陽; 1959) è un dentista e astrofilo giapponese.
Kawanishi ha scoperto alcuni asteroidi. L'asteroide 5591 Koyo è battezzato in suo onore .